# Thorbjørn Svenssen
Ole Thorbjørn Svenssen (født 22. april 1924, død 8. januar 2011) var en norsk fodboldspiller, der med 104 kampe havde rekorden for flest landskampe i Norge. Svenssen spillede sine landskampe i perioden 1946-62. På klubbasis spillede han hele sin karriere i Sandefjord Fotball i sin hjemby, hvor han både blev født og døde.
Thorbjørn Svenssen var forsvarsspiller og fik tilnavnet "Klippen". I klubsammenhæng opnåede han aldrig nogle trofæer, idet Sandefjords bedste resultater i hans karriere var en sølvmedalje i sæsonen 1956-57 samt deltagelse i pokalfinalen i 1957 og 1959, begge gange med tab til følge.
På landsholdet debuterede han 11. juni 1947 i en venskabskamp mod Polen. Allerede i sin tolvte landskamp blev han udpeget som anfører, og den position holdt han i alle sine følgende landskampe. 17. september 1961 nåede han sin landskamp nummer 100 i en kamp mod Danmark. På det tidspunkt var han den blot anden spiller i verden, der nåede så mange landskampe (den første var englænderen Billy Wright i 1959). Hans rekord for flest landskampe for Norge blev først overgået af John Arne Riise i 2012 (hans rekord lyder nu på 110 kampe).